# 高分子物理学
高分子物理学（こうぶんしぶつりがく、英語：polymer physics）には、ポリマーの絡み合いや統計性といったソフトマターの見地からの研究と、導電性高分子やポリアセチレンといったπ共役高分子における電子系に関する物性物理の立場の研究の、両方がある。